# Neoraimondia arequipensis
Neoraimondia arequipensis ist eine Pflanzenart in der Gattung Neoraimondia aus der Familie der Kakteengewächse (Cactaceae). Das Artepitheton arequipensis verweist auf das Vorkommen der Art bei der peruanischen Stadt Arequipa.

## Beschreibung
Neoraimondia arequipensis wächst strauchig, verzweigt an der Basis und bildet keinen Stamm aus. Die massigen, aufrechten Triebe erreichen bei Durchmessern von bis 40 Zentimetern Wuchshöhen von bis 10 Metern. Es sind 5 bis 8 Rippen vorhanden. Die zapfenähnlichen, auffälligen Areolen sind bis 5 Zentimeter lang. Von den bis zu 7 Dornen je Areole sind einige bis 25 Zentimeter lang.
Die grünlich weißen bis rosaroten Blüten erreichen Durchmesser von bis 3 Zentimetern. Ihr Perikarpell ist mit kurzen Haaren und manchmal mit unauffälligen Dornen besetzt. Die kugelförmigen Früchte sind purpurfarben und weisen Durchmesser von bis 7 Zentimetern auf. Sie sind mit bräunlichen, filzigen Areolen besetzt, die kurze Dornen tragen.

## Verbreitung, Systematik und Gefährdung
Neoraimondia arequipensis ist in den peruanischen Regionen Lima, Ica und Arequipa entlang der Küsten und an den unteren Hängen der Anden verbreitet.
Die Erstbeschreibung als Cereus arequipensis wurde 1833 durch Franz Julius Ferdinand Meyen veröffentlicht. Curt Backeberg stellte sie 1937 in die Gattung Neoraimondia.
In der Roten Liste gefährdeter Arten der IUCN wird die Art als „Least Concern (LC)“, d. h. als nicht gefährdet geführt.

## Nachweise